# Runic Games
Runic Games是位于美国西雅图的电子游戏开发商，于2008年创立，2017年关闭；创立者包括《Fate》的创作者Travis Baldree，以创作暗黑破坏神而知名的暴雪北方的联合成立者Max Schaefer和Erich Schaefer，Peter Hu以及负责开发Mythos的旗舰工作室（Flagship Studios）西雅图团队。其母公司是完美世界。公司于2009年发行了单机版动作角色扮演游戏《火炬之光》，随后于2012年9月20日发行续作《火炬之光2》。目前开发者并没有打算开发火炬之光的大型多人线上游戏。

## 历史
Runic Games由Travis Baldree、Max Schaefer、Erich Schaefer和Peter Hu在2008年8月共同创立。公司成立目的是为了维系Mythos团队成员来开发一款作为以前项目的“精神继承者”的新动作角色扮演游戏。在Flagship Studios于2008年解散之后，西雅图团队开发Mythos的所有14名成员都签入Runic Games。
游戏在2008年11月开始开发，整个开发周期大约11个月。在2009年的游戏开发者大会中，Runic Games团队的一些成员以“火炬之光”为标题展示了他们一个单机游戏的早期版本。值得注意的是暴雪娱乐的暗黑破坏神系列的作曲家Matt Uelmen也加入了团队。到了2009年中期，公司雇佣了至少26个员工。
因为工作室在仅仅11个月就创作出如此精美的游戏，Gamasutra将Runic Games 评为2009年度的“最佳前五开发者”。公司还因为对社区的积极回应而受到表扬。
在2009年发行《火炬之光》后，工作室于2012年发行了续作《火炬之光2》。
完美世界于2010年花费840万美元购入Runic Games的股票成为大股东。
2017年11月3日，完美世界宣布关闭工作室，但相关游戏的网络服务还将继续运营。

## 发行游戏

### 火炬之光（2009）
《火炬之光》是Runic Games的第一个游戏作品，该游戏是单人动作角色扮演游戏，由完美世界和Encore发行，并于2009年10月27日在Windows平台发行。游戏背景设定于周围有着大量的山洞和迷宫中虚拟小镇“火炬之光”，冒险者在其中打败成群结队的怪物并寻找战利品。Encore在发行了数字版本之后，于2010年1月发布了Windows的零售版本。Mac OS X版本由World Domination Industries开发，并通过Steam于2010年5月发布。随后通过XBLA在2011年3月9日发布Xbox 360版本。该游戏获得大量正面评价，Metacritic汇总的57个评价的平均分为87分。

### 火炬之光2（2012）
续作《火炬之光2》特点是多人协作游戏。公司希望开发续作以满足玩家的多人游戏的要求，并且作为开发一款大型网络游戏的中间产品。《火炬之光2》于2012年9月20日发布。
尽管宣传资料中没有提及， 但《火炬之光2》需要一个Runic Games的帐号来登录网络进行游戏。